# زبان سیوندی
زبان سیوندی یکی از زبان‌های ایرانی رایج در سیوند استان فارس شهرستان مرودشت است. این گویش از شاخه شمال غربی زبان‌های ایرانی یعنی هم‌دسته با گورانی-زازاکی و تالشی و کردی است.
زبان سیوندی تنها گویش از زبان‌های ایرانی در استان فارس و جنوب باختری ایران است که با زبان‌های شمال باختری ایران چون زبانهای کردی، تالشی، گیلکی، تاتی، مازنی، بلوچی هم‌خانواده است.

## پیدایش سیوندی
به باور آندریاس، لنتس، میه، بنونیست، کریستنسن و مایرهوفر گویش سیوندی ادامه زبان مادی است و سیوند جزیره زبان مادی در پارس بوده است. این نظریه استوار بر آواشناسی این زبان است. در زبان سیوندی و مادی، *x,*hu ایران باستان (sv هندی باستان) به f دگرگون شده است.
اما لکوگ با نگاه به واژه farnah در سنگنبشته‌های پارسی باستان خاستگاه زبان سیوندی را در خاور ایران و در همسایگی خوری می‌داند. همچنین بر اندیشه ویندفور گویش‌های شمال خاور ایران نیای سیوندی دارد.
اما مولچانووا پژوهشگر بنیاد زبانشناسی فرهنگستان روسیه این گویش را بسیار نزدیک به زبان پهلوی ساسانی دانسته و معتقد است که از آن روزگار بجای مانده است.
نزدیکی بسیار واژگان این گویش با زبان پهلوی «فارسی میانه» این اندیشه (نظریه) را استوار تر می‌نماید:
| فارسی | سیوندی | پهلوی |
| ----- | ------ | ----- |
| بانگ  | وانگ   | وانگ  |
| برف   | ورف    | وَفر   |
| بهار  | واهار  | وَهار  |
| برّه   | وره    | وَرَّگ   |

## همخوان‌ها و واکه‌ها
زبان سیوندی دارای ۲۵ همخوان، ۸ واکه و ۳ آواگروه است.
همخوان‌ها در این گویش عبارتند از:/p/,/b/,/t/,/d/,/c/,/y/,/k/,/g/,/x/,/f/,/v/,/s/,/z/,/s/,/z/,/x/,/ /,/h/,/ /,/ /,/m/,/n/,/l/,/r/,/w/,/y/ و ۸ واکه در این گویش:/a/,/a/,/o/,/u/,/u/,/e/,/i/,/i/ و ۳ آواگروه آن: /ey/,/oy/,/ow/

## اهمیت زبان سیوندی
اهمیت این زبان دراین است که در استان فارس تنها اهالی سیوند هستند که به این گویش سخن می‌گویند و تمایز زبانی مردم سیوند را با گویش نزدیکترین روستاها به سیوند (از جمله روستای قوام آباد در ۴ کیلومتری شمال غربی آن و روستای دشت آباد در ۶ کیلومتری جنوب شرقی آن) کاملاً نمایان می‌کند؛ زیرا اهالی این دو روستا زبان ویژه مردم سیوند را نمی‌فهمند. به گفته ارانسکی زبان‌شناس معروف در کتاب «مقدمه لغه ایرانی»، سیوند همچون جزیره‌ای در دریای زبان فارسی استان فارس مهجور مانده است. زبان سیوندی گویشی است یگانه در استان فارس و جنوب باختری ایران که تنها مردم سیوند به آن سخن می‌گویند.

## واژگان
- لب لچ: lech در هورامی کردی لیو، لچ، لوس، لچ - لیَو لری بختیاری: لَو، لوچ
- بازو بیه:boye = باسک در بلوچی=باسک
- انگشت گس:gos =انگوس گورانی انکَوست. کردی انوس. کلک لری بختیاری: اِنگست، کِلِک
- کلیه ولک:velk =ولک گورانی در هورامی: velk کردی.. ولک
- بینی پت:pet =کردی.. لوت. پت لوت گورانی لری بختیاری: پِت، نُفت
- صورت، رخ: دیم:dim = دَم گورانی دیمن (منظر)-در گیلکی و بلوچی و کردی و مازندرانی دیم=dim
- شکم گدا:geda = در هورامی گیه، کردی گیه. لری بختیاری: گَده (gadeh)، اِشکم، کُم (kom)
- مغز مج:maj = مژک-در هورامی مژگ، لری بختیاری: مزگ
- گردن مُل mol = کردی. مل. مل گورانی در لری بختیاری: مُل و هورامی: مِل و در یزدی مُل
- اشک آرش:arsh =اَسر گورانی در هورامی :اَسِر در گیلکی آرسو، تاا: هَرْس (hars) کردی اسر
- عدس نیجو:nijoo. کردی =نیژو یا نِژو گورانی نیسک، در هورامی: نژی/نوژی
- تره گندانه:gandane = در کردی: kavar
- فلفل پلپل:pelpel = در بلوچی پلپل
- جو یو:yo = یةو (هورامی)
- خیار بالنگ:baleng =
- پیراهن هلا:hala کردیهورامی: دلنگ
- روسری، لچک: لچک:lachak = لچک گورانی در هورامی، مازنی و گیلکی و لری: لچک
- کفش پوزار:pouzar = کردی پوزوان و بِوزوانه
- سوزن چَن:chan گورانی: چَنی
- انگشتانه گسوانه:gosavane کلکوانه کردی
- لباس سنتی سیوند شوآل:shoaal = شوال در گیلکی شولا شوال به گورانی به معنی شلوار می‌باشد در تاتی شی و کلهری، شۊ به معنی پیرهن
- دامن کلیش:kalish در هورامی: کلووش
- رخت رخت/جل:rakht/jel = جل =در بلوچی و گورانی و زبانهای کُردی جل
- نخ پشین:pashin
- انگشتر گسیرا:gosira
- رختخواب لیی:lii
- نهال رده:radde
- گل ول:vel گورانی: ول
- سنگ ورد:vard = گورانی: ورد. سورانی: برد. در لری: برد
- خاکستر هوئیر:hooeer در کردی خول/ هول
- سایه نسه:nesaa = نسیَ نسار در کردی نیسه و نسار
- ستاره اسارا:esara در کردی: هساره. در بلوچی: استار، در مازندرانی: اسّاره در کردی کرمانجی: سترک /آساره و للت: آستارَه، آسارَه
- برگ ولگ valg: در گورانی :ولگ در بلوچی و لری بَلگ و در مازندرانی و گیلکی ولگ در کردی کُرمانجی: پَلگ
- باران واران:wara(n)واران گورانی واران (هورامی) دربلوچی اور، در مازندرانی وارون و وارش در کُردی کلهری واران
- برف ورف:warf ورف (گورانی و زازا و مازندرانی و گیلکی) کردی کلهری وفر
- آتش اوئیر:ooeer آگر در کردی کلهری سورانی لکی و کرمانجی: آرُ
- خار تیل:til
- قاشق کمچیلو:kamchiloo در کردی سورانی کوجِک، در کردی کرمانجی کَوْچی و لری کمچهَ
- آبکش ریسبال:risbal
- دیگ تین:tin دربلوچی فقط به نوعی تابه تین می‌گویند
- کوزه کیزا:kiza در کردی کویزه
- سگ اسپه:espe سپه (گورانی) و در تاتی. در کردی کلیایی: سپلت
- گربه تیتا:tita
- جوجه تیغی ژژو:zhezhu ژوژو کردی سورانی و کلهری و لکی در کردی کرمانجی: ژژو
- روباه توره:ture
- مجلس ختم: پرسه پرسه گورانی در لری، کردی کرمانجی و یزدی: پرسه
- عصر پسین: در لری و فارسی بخشی از اصفهان، یزد و کرمان: پَسین، پِیسین
- حرف، گپ = گالته و گپ (صحبت) دربلوچی و مازندرانی و گیلکی و لری و کردی کرمانجی =گپ
- درون: ناو در کردی ناو. گورانی ناو
- روز روش = روژ در کردی زبان کردی روج گورانی
- اذان، بانگ نماز: وانگ = بانگ وانگ دربلوچی بانگ، در کردی بانگ در لری: بَنگ
- آهن اسین = آسن در لری و کردی آسن - هَسن
- بیمار، ناخوش: ناخش = ناخوش کردی
- صبحانه ناءشتی = ناشتا کردی و در بلوچی
- غار اشکفت =گورانی اشکف، مَر. فارسی: شکاف و در لری و کردی اشکفت
- زن ژن zhen = ژن در (هورامی، لکی و کردی دربلوچی=جن(jan)
- پُل پرد perd = پرد در کردی در کرمانجی پر
- برو بشه Beshe = بچو کردی، در کرد کرمانجی: بچه(biçe) بلوچی: برو در گیلکی بشو
- کلید کلیل = کلیل کردی و کرمانجی (فارسی میانه و هورامی)[۱۱]

## افعال (سوم شخص مفرد)
- بیخت: فیت fit
- افتاد: کَت:kat -: کرمانجی: کَت و لری کفت
- هست: هند:hand - کُردی کُرمانجی: هیه لری بختیاری هد و هه
- برگشت (به معنای برگشت در مقابل رفت و زیر و رو کردن): واگیرا:vagira - کرمانجی: وَگَرین
- فرستاد: کینیش:kiniyesh - هورامی: کل
- -دویدن/گریخت: جکا:jeka و در لری بویراحمدی جک jek
- -ادرارکرد: قژا:ghezha (قژیش برای فعل ماضی ساده صحیح است)
- -خورد: فاردش:fardesh - گورانی و زازاکی: وارْد vard
- فرو ریخت: رمبیا:rombiya -کرمانجی، اردلانی، لری: رمیا
- شد: گنا:gena
- آمد: آمی:amey - گورانی و زازاکی و لری: آمای
- رفت: شی: shi - زازاکی: شی
- پختن: پتن :patan - گیلکی پتن (مازندرانی = بَپِتَن) کرمانجی: پاتن و در لری پُتَن

## دانشکدۀ زبان‌ها و گویش‌های ایرانی و باستانی
ساخت دانشکده زبان‌های ایرانی در سیوند هم پیش از انقلاب و هم پس از آن از سوی زبانشناسان ایرانی و خارجی برای جلوگیری از فرسایش گویش‌های ایرانی پیشنهاد شد. دلیل انتخاب سیوند برای ساخت این دانشکده این بود که زبان سیوندی محدود است و تنها در سیوند بکاربرده می‌شود و ازسوی دیگر تمامی ویژگی‌های زبان‌های ایرانی ناب و دست نخورده را دارد. دیگر اینکه چون سیوند میان نقش رستم، تخت جمشید و پاسارگاد است، جای بسیار مناسبی برای مطالعه خط میخی و زبان پهلوی است. پیش از انقلاب کارهایی انجام شد ولی شوربختانه مسئولان استان و شهرستان پس از انقلاب هیچ پشتیبانی‌ای برای ساخت این دانشکده نکردند.

## همسانی سیوندی با گیلکی
سیوندی به همراه گیلکی، مازندرانی، گویش‌های زبان کردی (کرمانجی، سورانی، کلهری و...)، زازا-گورانی، بلوچی و تالشی جزء زبان‌های ایرانی شمال غربی محسوب می‌شوند. به شباهت سیوندی با گیلکی توجه کنید.
| سیوندی | گیلکی | پارسی | بلوچی       | انگلیسی |
| ------ | ----- | ----- | ----------- | ------- |
| Dim    | Dim   | رخ    | dym         | Face    |
| Perd   | Purd  | پل    | pohl        | Bridge  |
| Nesä   | Nesä  | سایه  | saheg       | Shadow  |
| Beshe  | Boshu | برو   | brey        | Go      |
| Zhen   | Zhena | زن    | jan         | Woman   |
| Esare  | Esare | ستاره | estar(star) | Star    |

## عامل‌های تهدیدکنندۀ زبان سیوندی
در سال‌های اخیر عوامل زیر تهدیدکننده این زبان شناخته شده‌اند. اگرچه تاکنون سیوندی یکپارچکی و واژگان خویش را حفظ کرده اما نگرانی‌هایی دربارهٔ آینده آن وجود دارد.
- ازدواج سیوندی‌ها با بیگانگانی که زبان سیوندی را نمی‌دانند.
- ساکن شدن عشایر و مردم روستاهای اطراف در سیوند که هیچ‌کدام سیوندی را نمی‌دانند.
- مهاجرت سیوندیان در زمان شاه و سال‌های پس از انقلاب به دلیل عدم رسیدگی مسئولان به سیوند و بی‌توجهی عمدی مخصوصاً در سال‌های اخیر.
- نبود یک نهاد یا بنیاد برای حفاظت از زبان سیوندی و کارشکنی مسئولان استان، شهرستان و حتی شورای شهر و شهرداری سیوند برای تشکیل یک بنیاد.